# Tina Trstenjak
Tina Trstenjak, née le 24 août 1990 à Celje, est une judokate slovène de la catégorie des moins de 63 kg.
Elle compte dix médailles internationales, six européennes, trois mondiales et une olympique, en or, aux Jeux de Rio de Janeiro 2016. En avril 2017, elle détient les titres de championne d'Europe, du monde et olympique. En janvier 2023, elle met fin à sa carrière de compétitrice.

## Biographie
Tina Trstenjak remporte deux médailles de bronze lors des championnats du monde des 20 ans dans la catégorie des moins de 57 kg, en 2008 à Bangkok puis l'année suivante à Paris. Deux ans plus tard, en moins de 63 kg, elle remporte la médaille de bronze en moins de 23 ans à Prague. Une semaine plus tard, elle obtient son premier podium dans un tournoi classé Grand Prix en terminant troisième lors du tournoi de Qingdao.
Quelques mois plus tard, en avril 2013, elle obtient la médaille de bronze lors des championnats d'Europe de Budapest, battue par Marta Labazina en demi-finale puis battant Hilde Drexler lors du combat pour la troisième place. Une semaine plus tard, elle est battue par l'Israélienne Yarden Gerbi en finale du Grand Slam de Bakou. Aux mondiaux de Rio de Janeiro, elle est battue par l'Israélienne en quarts de finale, puis dispute les repêchages où elle s'incline lors du combat pour la médaille de bronze face à la Française Gévrise Émane.
Cinquième du tournoi de Paris 2014, elle termine deuxième des championnats d'Europe de Montpellier, battue par la Française Clarisse Agbegnenou. Lors de cette édition, elle remporte la médaille de bronze avec la Slovénie lors de la compétition par équipes. Lors des championnats du monde de Tcheliabinsk, elle est éliminée par Yarden Gerbi en quarts de finale, puis remporte ses deux combats des repêchages face à Tina Trstenjak et la Française Anne-Laure Bellard pour obtenir une médaille de bronze. Elle remporte ensuite le tournoi de Zagreb, le  Grand Slam Abu Dhabi. En fin d'année, elle remporte le tournoi de Tokyo en battant l'Italienne Edwige Gwend après seulement quelques secondes sur ippon. 

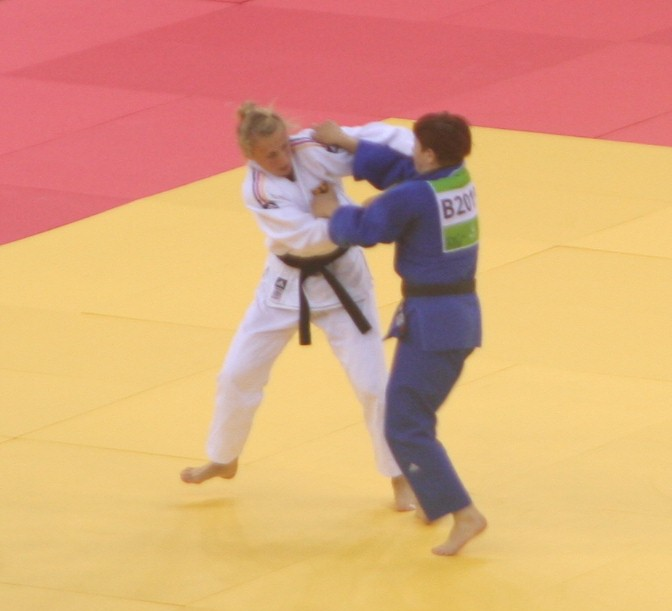
Trstenjak, à droite en bleu, face à l'Allemande Martyna Trajdos en finale des Jeux européens de 2015.

Elle remporte également le Grand Prix de Budapest. Au début d'année, elle remporte les tournois de Tbilissi et de Zagreb. Aux Jeux européens, elle est battue en finale par l'Allemande Martyna Trajdos. Elle emporte également la médaille de bronze lors de la compétition par équipes. Lors des mondiaux d'Astana, elle s'impose en finale face à Clarisse Agbegnenou. En octobre, elle remporte le tournoi de Paris, battant en finale la Néerlandaise Juul Franssen. Lors du tournoi de Tokyo, elle est battue en finale par l'Allemande Martyna Trajdos.
Classée numéro une mondiale de sa catégorie à la fin de l'année 2015, elle termine cinquième du tournoi de Paris, battue par la Japonaise Miku Tashiro en demi-finale et la Néerlandaise Anicka van Emden pour la médaille de bronze. Elle remporte ensuite le tournoi de Düsseldorf, puis s'impose lors des championnats d'Europe de Kazan face à l'Autrichienne Kathrin Unterwurzacher. Lors du tournoi des Jeux olympiques de Rio de Janeiro, elle s'impose en demi-finale face à la Brésilienne Mariana Silva. Lors de la finale, où elle est opposée à Clarisse Agbegnenou, elle s'impose sur immobilisation,, devenant ainsi la deuxième championne olympique de judo de son pays. La Slovène termine son année par une troisième place au tournoi de Tokyo.
Agbegnenou et Trstenjak se retrouvent opposées en finale du tournoi de Paris 2017, la Slovène s'imposant une nouvelle fois. Lors des championnats d'Europe de Varsovie, elle s'impose face à la Française Margaux Pinot pour remporter le titre euroépen. En battant la Chinoise Yang Junxia en demi-finale, elle obtient sa qualification pour la finale, où elle est confrontée à Clarisse Agbegnenou. C'est la septième fois que les deux combattantes se rencontrent avec Clarisse Agbegnenou, la Slovène menant alors par quatre victoires à trois. Après une troisième pénalité, elle se voit disqualifiée.

## Palmarès

### Compétitions internationales
| Année | Compétition           | Lieu           | Résultat | Catégorie      |
| ----- | --------------------- | -------------- | -------- | -------------- |
| 2013  | Championnats d'Europe | Budapest       | 3e       | Moins de 63 kg |
| 2014  | Championnats d'Europe | Montpellier    | 2e       | Moins de 63 kg |
| 2014  | Championnats du monde | Tcheliabinsk   | 3e       | Moins de 63 kg |
| 2015  | Jeux européens        | Bakou          | 2e       | Moins de 63 kg |
| 2015  | Championnats du monde | Astana         | 1re      | Moins de 63 kg |
| 2016  | Championnats d'Europe | Kazan          | 1re      | Moins de 63 kg |
| 2016  | Jeux olympiques       | Rio de Janeiro | 1re      | Moins de 63 kg |
| 2017  | Championnats d'Europe | Varsovie       | 1re      | Moins de 63 kg |
| 2017  | Championnats du monde | Budapest       | 2e       | Moins de 63 kg |
| 2018  | Championnats d'Europe | Tel Aviv       | 2e       | Moins de 63 kg |
| 2018  | Championnats du monde | Bakou          | 3e       | Moins de 63 kg |
| 2021  | Championnats d'Europe | Lisbonne       | 1re      | Moins de 63 kg |
| 2021  | Jeux olympiques       | Tokyo          | 2e       | Moins de 63 kg |

Dans les compétitions par équipes :
| Année | Compétition           | Lieu        | Résultat |
| ----- | --------------------- | ----------- | -------- |
| 2014  | Championnats d'Europe | Montpellier | 3e       |
| 2015  | Jeux européens        | Bakou       | 3e       |

### Tournois Grand Chelem et Grand Prix
| Année | Compétition             | Lieu       | Résultat | Catégorie      |
| ----- | ----------------------- | ---------- | -------- | -------------- |
| 2012  | Grand Prix Qingdao      | Qingdao    | 3e       | Moins de 63 kg |
| 2013  | Grand Slam de Bakou     | Bakou      | 2e       | Moins de 63 kg |
| 2014  | Grand Prix Zagreb       | Zagreb     | 1re      | Moins de 63 kg |
| 2014  | Grand Slam Abu Dhabi    | Abu Dhabi  | 1re      | Moins de 63 kg |
| 2014  | Grand Slam Tokyo        | Tokyo      | 1re      | Moins de 63 kg |
| 2015  | Grand Prix Tbilissi     | Tbilissi   | 1re      | Moins de 63 kg |
| 2015  | Grand Prix Zagreb       | Zagreb     | 1re      | Moins de 63 kg |
| 2015  | Grand Prix Budapest     | Budapest   | 1re      | Moins de 63 kg |
| 2015  | Grand Slam de Paris     | Paris      | 1re      | Moins de 63 kg |
| 2015  | Grand Slam Tokyo        | Tokyo      | 2e       | Moins de 63 kg |
| 2016  | Grand Prix Düsseldorf   | Düsseldorf | 1re      | Moins de 63 kg |
| 2016  | Grand Prix Budapest     | Budapest   | 2e       | Moins de 63 kg |
| 2016  | Grand Slam Tokyo        | Tokyo      | 3e       | Moins de 63 kg |
| 2017  | Grand Slam Paris        | Paris      | 1re      | Moins de 63 kg |
| 2017  | Grand Prix Düsseldorf   | Düsseldorf | 3e       | Moins de 63 kg |
| 2017  | Grand Slam Tokyo        | Tokyo      | 3e       | Moins de 63 kg |
| 2018  | Grand Prix de Tunis     | Tunis      | 1re      | Moins de 63 kg |
| 2018  | Grand Slam Paris        | Paris      | 3e       | Moins de 63 kg |
| 2018  | Grand Prix Zagreb       | Zagreb     | 2e       | Moins de 63 kg |
| 2018  | Grand Slam Abu Dhabi    | Abu Dhabi  | 3e       | Moins de 63 kg |
| 2018  | Masters mondial de judo | Guangzhou  | 3e       | Moins de 63 kg |
| 2019  | Tournoi de Paris        | Paris      | 2e       | Moins de 63 kg |
| 2019  | Grand Slam de Bakou     | Bakou      | 2e       | Moins de 63 kg |